# AQUAPLUS
，是一家日本電子遊戲开发商与发行商。現為株式會社HIKE的子公司。為電腦娛樂分級機構、電腦軟體倫理機構的正會員。

## 事業概況
旗下有Leaf品牌，專責十八禁遊戲的開發販售；家庭用・PC端的一般向遊戲則以AQUAPLUS品牌行銷。
除本業外，還跨足經營音樂、汽車、飲食（僅為加盟）等相關行業。
2013年10月1日，成為旗下擁有株式會社虎之穴等公司的梦之空控股（ユメノソラホールディングス株式会社）之全資子公司。
2022年12月28日，成為博特盈控股旗下子公司 CREST 的子公司。
2023年2月1日，母公司 CREST 與同集團之 SANETTY Produce、QBIST 合併為株式會社HIKE，AQUAPLUS 存續為株式會社HIKE的子公司。

### 事業內容
以遊戲製作公司而言，較稀有地於以多面向發展事業。
- 遊戲軟體開發、販售
  - Leaf・AQUAPLUS
- CD製作販售、藝人經紀
  - 音樂事業部、關係企業：フィックスレコード（日语：フィックスレコード）（位在本社大樓內）
- 音樂工作室營運
  - STUDIO AQUA（位在本社七樓）

### 過去曾進行的事業
- 汽車販售與加工
  - 由下川直哉的父親下川隆治於兵庫縣所創立的汽車用品店「AQUA」。自2007年8月31日起閉店。社名也是從此名而來的。
  - AQUAPLUS撤資與閉店後，前員工將其收購，再度營業。至今仍營業中。
- 攜帶裝置PIECE（日语：PIECE）的開發與販售
  - 2001年11月30日發售，售價為 9,800日圓
- 餐飲業經營
  - 在兵庫縣與大阪府內經營連鎖加盟餐廳「とりあえず吾平（日语：とりあえず吾平）」、「牛角」。關聯企業：フードット（兵庫県伊丹市・代表：下川隆治）
- 酒類販售
  - 經營著網路購物網站。關聯企業：フィックス（wine FIX）（兵庫県伊丹市）

フードット、フィックス（wine FIX）公司以前也位在AQUAPLUS本社CTA大樓內。

### 關於同人的方針
自設立初期，雖然與其他遊戲公司相同若是興趣的範疇內的話對於二次創作並沒有設限，但設立了對於委託給書店等第三者流通的同人活動不會視而不見的獨自方針。以此觀點，認定員工將同人誌委託給書店是超越興趣範疇的副業，所以依公司內部規定是一切被禁止的。為此要入手旗下原畫家與插畫家們社團的同人誌，除了Comic Market等同人活動外，僅有二手同人商店或是競標有機會入手。

2013年11月，以與旗下擁有株式會社虎之穴等公司的梦之空控股（ユメノソラホールディングス株式会社）商業合作為契機修改規範，認可向書店委託等第三者流通的同人活動。

## 公司沿革
- 1994年10月3日 - 於兵庫縣伊丹市成立遊戲・音樂製作公司「有限会社ユーオフィス」。
- 1995年
  - 2月24日 - 以Leaf品牌，發售18禁PC遊戲『DR2ナイト雀鬼（日语：DR2ナイト雀鬼）』。
  - 11月 - 以U-Office品牌，發售一般向PC遊戲『LEGAM』。
- 1996年5月 - 變更公司名稱為「株式会社アクア」，並轉變為股份有限公司。
- 1997年
  - 於兵庫縣多可郡中町（當時）開設汽車改裝店「AQUA」（アクア）。
  - 變更公司名稱為「株式会社アクアプラス」。
- 1998年10月 - 於東京都豐島區設立東京開發室。
- 1999年
  - 以AQUAPLUS品牌，發售PlayStation用遊戲『ToHeart』，跨足家用遊戲機的第一作。
- 2000年6月 - 本社轉移至大阪市。
- 2001年
  - 2月14日 - 被稱作為「552文書」的開發工作人述說內情的文章，於網路上曝光
  - 3月1日 - Leaf品牌的遊戲『痕』的附贈劇情之抄襲相關道歉文發表。
  - 11月30日 - 携帯遊戲機「P/ECE」發售。
- 2002年
  - 1月1日 - 免費贈送『ABYSS BOAT』給Leaf粉絲俱樂部會員。
  - 跨足餐飲業。
  - 年末 - 東京開發室轉移至東京都台東區。
- 2007年
  - 1月 - Leaf粉絲俱樂部結束、展開新的會員服務「AQUAPLUS MEMBERS」。
  - 8月31日 - 「AQUA」閉店。
  - 12月2日 - 於パシフィコ横浜，舉辦以『受讚頌者』、『To Heart 2』、『花冠之淚 花冠的大地』為主的『AQUAPLUS FES 2007』。
- 2008年11月29日 - 於東京厚生年金会館，舉辦『AQUAPLUS FES 2008』。
- 2009年 - 成立フードット株式会社（本社大樓内・代表：下川隆治）、餐飲業業務繼承於此公司。
- 2011年1月 - 同時發表六款新作。「新企劃」為題的『花冠之淚II』（暫）、『受讚頌者2』（暫）的3款作品外，也發表PlayStation Portable用遊戲『ToHeart2 迷宮旅人』、PlayStation 3用遊戲『ToHeart2 DX PLUS』、Arcade用對戰格鬥遊戲『AQUAPAZZA』等3作。
- 2013年10月1日 - 旗下擁有株式會社虎之穴等公司的梦之空控股（ユメノソラホールディングス株式会社）取得AQUAPLUS的全股份，資本商業合作於同年9月20日發表。
- 2022年
  - 2月1日 - 下川直哉卸任代表取締役社長。由野田稔就任代表取締役CEO。
  - 12月28日 - 株式会社HIKE（舊名：CREST、博特盈控股子公司）取得AQUAPLUS的全股份，AQUAPLUS旗下子公司フィックスレコード（日语：フィックスレコード）也一併子公司化。
- 2023年
  - 1月6日 - 野田稔卸任代表取締役，HIKE代表取締役三上政高就任代表取締役。
  - 3月31日 - 關閉由株式會社虎之穴負責營運的AQUAPLUS官方商店。並預告近期將會開設新的電商網站。
  - 7月3日 - 新的電商網站「AQUAPLUS STORE」開設。
  - 11月24日 - 再度開設粉絲俱樂部「AQUAPLUS official members club」。

## 作品列表
這裡僅列出以AQUAPLUS品牌所發行的一般向遊戲。關於以Leaf品牌所發行的十八禁遊戲，請參閱Leaf。此外，括弧內表示發行平台。
- 1999年3月25日 - To Heart（Playstation）
  - 2003年6月27日 - To Heart PSE（Windows）
  - 2004年12月28日 - To Heart（PlayStation 2）
  - 2009年7月30日 - To Heart PORTABLE（PlayStation Portable）
  - 2025年6月26日 - To Heart 重製版（Windows、Nintendo Switch）
- 2001年8月9日－漫畫派對（Dreamcast）
  - 2003年5月30日－漫畫派對 DCE（Windows）
  - 2005年12月29日－漫畫派對 PORTABLE（PlayStation Portable）
- 2001年11月30日 - Picket（P/ECE）
- 2001年11月30日 - おでかけマルチ（日语：おでかけマルチ）（P/ECE）
- 2001年11月30日 - Black Wings（P/ECE）
- 2001年12月4日 - TANK BATTLE（P/ECE）
- 2001年12月21日 - お嬢様は魔女ミニ（P/ECE）
- 2001年12月27日 - 猪名川で売ろう!!（P/ECE）
- 2003年1月30日－Tenerezza（XBOX）
  - 2003年3月28日－Tenerezza（Windows）
- 2004年12月28日－To Heart 2（PlayStation 2）
  - 2009年7月30日－To Heart 2 PORTABLE（PlayStation Portable）
  - 2011年9月22日 - ToHeart2 DX PLUS（PlayStation 3）
- 2005年11月25日－（Windows）
- 2006年10月26日－受讚頌者 給逝者的搖籃曲（PlayStation 2）
  - 2009年5月28日 - 受讚頌者 PORTABLE（PlayStation Portable）
  - 2018年4月26日 - 受讚頌者 給逝者的搖籃曲（PlayStation 4、PlayStation Vita）
  - 2019年10月18日 - スマホで読むうたわれるもの vol.01 ～給逝者的搖籃曲～（iOS、Android）
  - 2021年1月22日 - 受讚頌者 給逝者的搖籃曲（Windows / 發行商：DMM GAMES、Shiravune）
  - 2025年1月30日 - 受讚頌者 給逝者的搖籃曲（Nintendo Switch）
- 2007年1月25日－Routes PE（PlayStation 2）、Routes PORTABLE（PlayStation Portable）
- 2007年3月23日 - 受讚頌者 デスクトップキャラクターズ（Windows）
- 2008年7月17日－花冠之淚 花冠的大地（PlayStation 3）
  - 2010年11月25日 - 花冠之淚 花冠的大地 PORTABLE（PlayStation Portable）
- 2009年9月17日－花冠之淚外傳 -阿瓦隆之謎-（PlayStation 3）
  - 2010年12月16日 - 花冠之淚外傳 -阿瓦隆之謎- PORTABLE（PlayStation Portable）
- 2010年6月24日－白色相簿 編綴的冬日回憶（PlayStation 3）
  - 2012年3月30日 - 白色相簿 編綴的冬日回憶（Windows）
  - 2023年8月4日 - 白色相簿：編綴的冬日回憶（Windows / 發行商：DMM GAMES、Shiravune）
- 2011年6月22日－AQUAPAZZA（Arcade）
  - 2012年8月30日 - AQUAPAZZA（PlayStation 3）
  - 2025年 - AQUAPAZZA（Windows / 發行商：DMM GAMES、Shiravune）
- 2011年6月30日 - 迷宮旅人：To Heart 2（PlayStation Portable）
  - 2015年4月30日 - 迷宮旅人：To Heart 2（PlayStation Vita版）
  - 2024年2月15日 - 迷宮旅人：To Heart 2（Windows / 發行商：DMM GAMES、Shiravune）
- 2012年10月25日 - ハートフルシミュレーター PACHISLOT ToHeart2（PlayStation 3）
- 2012年12月20日 - WHITE ALBUM2 幸せの向こう側（PlayStation 3）
  - 2013年11月28日 - WHITE ALBUM2 幸せの向こう側（PlayStation Vita）
- 2013年3月28日 - 迷宮旅人2 王立圖書館與魔物封印（PlayStation Portable）
  - 2014年9月25日 - 迷宮旅人2 王立圖書館與魔物封印（PlayStation Vita）
  - 2023年4月28日 - 迷宮旅人 2：王立圖書館與魔物的封印（Windows / 發行商：DMM GAMES、Shiravune）
- 2013年10月31日 - 花冠之淚II 覇王の末裔（PlayStation 3）
- 2014年12月24日[1]- WHITE ALBUM2 ミニアフターストーリー（Windows）
- 2015年9月24日 - 受讚頌者 虛偽的假面（PlayStation 3、PlayStation 4、PlayStation Vita）
  - 2019年10月18日 - スマホで読むうたわれるもの vol.02 ～虛偽的假面～（iOS、Android）
  - 2020年1月23日 - 受讚頌者 虛偽的假面（Windows / 發行商：DMM GAMES、Shiravune）
  - 2025年1月30日 - 受讚頌者 虛偽的假面（Nintendo Switch）
- 2016年9月21日 - 受讚頌者 二人的白皇（PlayStation 3、PlayStation 4、PlayStation Vita）
  - 2019年10月18日 - スマホで読むうたわれるもの vol.03 ～二人的白皇～（iOS、Android）
  - 2020年1月23日 - 受讚頌者 二人的白皇（Windows / 發行商：DMM GAMES、Shiravune）
  - 2025年1月30日 - 受讚頌者 二人的白皇（Nintendo Switch）
- 2017年4月20日 - 迷宮旅人2-2 墮落少女與初始之書（PlayStation Vita）
  - 2023年4月28日 - 迷宮旅人 2-2：墮落的少女與初始之書（Windows / 發行商：DMM GAMES、Shiravune）
- 2018年9月27日 - 受讚頌者斬（PlayStation 4）
  - 2025年 - 受讚頌者斬（Windows / 發行商：DMM GAMES、Shiravune）
- 2019年11月26日 - 受讚頌者 LOST FLAG（iOS、Android）
- 2020年12月10日 - 多卡波UP！夢幻輪盤（PlayStation 4、Nintendo Switch）
- 2021年7月22日 - 受讚頌者斬2（PlayStation 5、PlayStation 4）
- 2022年11月17日 - 黑白莫比烏斯 歲月的代價（PlayStation 5、PlayStation 4、Windows）
- 2022年12月22日 - 義賊偵探鵟（PlayStation 4、Nintendo Switch）
- 2025年秋季 - 受讚頌者 通往白的道標

### 開發中止
- 痕 PORTABLE（PlayStation Portable → Windows）
當初重製板預定以PSP平台進行開發，但於2007年6月時以「以家用進行大幅度的原作改編將會毀壞世界觀」為由，改於Windows重新進行開發。

### 開發中
- Jasmine（暫）
當初與『花冠之淚II』（暫）、『受讚頌者2』（暫）同時發表製作的作品，原預定原畫與劇本分別是カワタヒサシ（日语：カワタヒサシ）、涼元悠一，但因「諸多原因」而中止開發。
於大AQUAPLUS祭 -30th Anniversary-中宣布重啟企劃。製作人員與當年相同。
- project kizuna 
於大AQUAPLUS祭 -30th Anniversary-中宣布製作中的完全新作RPG，製作人為下川直哉（日语：下川直哉）、總監内堀建吾（日语：内堀建吾）、劇本菅宗光（日语：菅宗光）、角色設計甘露樹（日语：甘露樹）／みつみ美里。

## 外部連結
- （日語）官方網站（页面存档备份，存于）